# Sjukdom

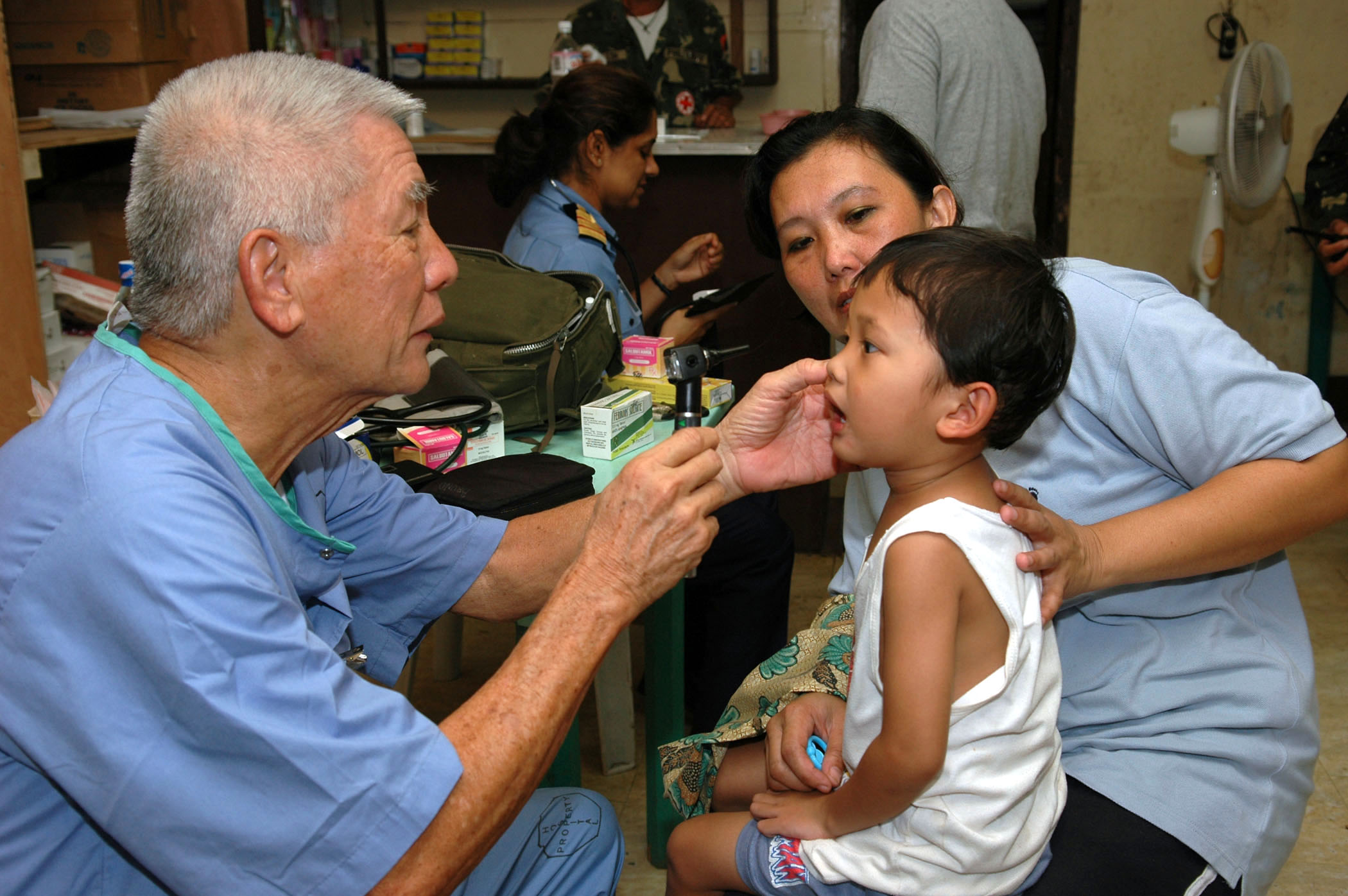
Barn undersöks av läkare.

Sjukdom är ett funktionshindrande tillstånd som karakteriseras av fysiologisk, psykologisk och/eller social ohälsa. Med sjukdom avses i första hand ett förhållande som sätter normala funktioner ur spel och som kan vara dödligt, men också mer allmänt ett diagnostiserat lidande. Ett tillstånd som har tecken på att vara en sjukdom (till exempel onormala blodvärden) men som inte nedsätter funktionaliteten, kallas patogent. Beskrivningen av en sjukdoms uppkomst kallas etiologi, medan dess orsaker kallas patogenitet.
Den vetenskap som behandlar sjukdomar hos människan kallas medicin, medan sjukdomar hos alla andra arter behandlas inom veterinärmedicinen. Sjukdomar som i hög grad ärvs från förälder till barn har sin grund i förändringar i arvsmassan och kallas genetiska sjukdomar. De flesta sjukdomar, såväl fysiska som psykiska, beror dock på ett samspel mellan arv och miljöfaktorer, vilket förklaras med stress - sårbarhetsmodellen.
Man kan som i engelskan skilja mellan sjukdom där objektivt uppmätbara patologiska förändringar föreligger, disease, och sjukdom utan objektivt påvisbara orsaker, illness, som betyder "att må dåligt". Den tredje definitionen som finns i engelskan är ill health som är en paraplyterm som används när någon har ett ännu odiagnostiserat tillstånd där både sjukdomssymptom och "att må dåligt" förekommer. Sverige har anslutit sig till FN-organet WHO:s definition på av vad som är sjukt respektive friskt. WHO har definierat friskt som frånvaro av ohälsa och sjukt är närvaro av ohälsa. Acceptansen av all ohälsa som sjukdom har härmed ökat. Vanliga och normala symptom vid naturliga livskriser har därmed kommit att definieras som sjukdom.
Enligt de tidigare definitionerna på begreppet sjukdom var det som var onormalt jämfört med en statistisk normal befolknings fysiska och psykiska tillstånd ett sjukdomstillstånd. Tandröta, som förr var mycket vanligt redan i tidig barndom[källa behövs] kunde därmed inte definieras som ett sjukdomstillstånd, eftersom större delen av befolkningen var angripen och hela befolkningen kunde inte tilldelas en sjukroll på grund av ett så vardagligt tillstånd. Men då tidigare all statistik dessutom utgick från den statistiska normalen för vuxna män föll med automatik alla icke vuxna män utanför det friska tillståndet.
Vad som betraktas som sjukt respektive friskt är också kulturberoende. Detta är viktigt eftersom den som i sitt samhälle har ett som sjukdom definierat tillstånd ges, genom att uppfylla definitionens krav, rätt att inta en sjukroll och avlastas skyldigheter som andra individer i samhället har. Det faktum att vårdpersonalen i sitt arbete definierar ett tillstånd som sjukt enligt WHO:s definitioner innebär inte att allmänheten eller myndigheternas personal i grunden släpper på de kulturella kraven och accepterar dessa sjukdomstillstånd som tillräckliga för ett sjukrollsinnehav.

## Naturalförlopp
Naturalförloppet är hur en sjukdom, åkomma eller skada genomsnittligt utvecklas eller brukar kunna utvecklas, om den inte behandlas alls. Läkarens behandling avser ofta att göra utvecklingen av sjukdomen mer gynnsam än det som naturalförloppet skulle ge.
Väldigt många krämpor som blåmärken, träningsvärk, förkylning, hosta, nackspärr, ryggskott, spädbarnskolik mm är vanligen självläkande med tiden utan behov av intervention. Dessa tillstånd är mycket tacksamma för s.k. alternativa behandlingar och även rent kvacksalveri, som per definition är verkningslösa, men som tack vare det goda naturalförloppet ger intryck av att ha effekt.
Ofta vill man behandla åtminstone symptomen, om de är alltför besvärande, i väntan på att åkommans naturalförlopp ska ha sin gilla gång. Smärtstillande medel, näsdroppar, slemlösande, vänligt bemötande, akupunktur, massage mm är exempel på "interventioner" som kan öka välbefinnandet i väntan på läkning. Huruvida det ökade välbefinnandet i sig kan snabba på naturalförloppet mot läkning är kontroversiellt men kanske inte otänkbart. Placeboeffekten är en kraftfull komponent i all behandling, såväl konventionell som "alternativ".
En del sjukdomar har tyvärr ett ogynnsamt naturalförlopp som inte går att bryta mer än möjligen tillfälligt. Muskeldystrofier, Alzheimer, ALS, MS, Parkinson, diabetes, schizofreni m. fl. är exempel på det. Några av dessa kan emellertid med rätt behandling dämpas till den grad att den drabbade kan leva ett normalt eller nästan normalt liv.